# Вільям Лем, віконт Мельбурн
Вільям Лем, 2-й віконт Мельбурн (англ. William Lamb, 2nd Viscount Melbourne, 15 березня 1779 — 24 листопада 1848) — британський державний діяч, 27-й і 30-й прем'єр-міністр Великої Британії у 1834 році та з 1835 до 1841 року.

## Біографія
Народився в Лондоні у родині Пеністона Лема, 1-го віконта Мельбурна. Здобув освіту в Ітоні й кембриджському Триніті-коледжі. У 1806 році обраний членом Палати громад від партії вігів. З 1827 до 1828 року займав пост Секретаря з Ірландських питань. Після смерті батька у 1828 році успадкував титул і членство у Палаті лордів. З приходом вігів до влади у 1830 році зайняв пост Державного секретаря в уряді Чарльза Грея. Після виходу останнього у відставку 1834 року, очолив кабінет вігів. Однак, після рішення Вільгельма IV, противника радикальних реформ, про розпуск уряду вігів, Мельбурн був змушений поступитись кріслом лідеру торі Роберту Пілю (упродовж трьох тижнів після розпуску кабінету Лема функції прем'єр-міністра виконував інший лідер торі герцог Веллінгтон, оскільки Роберт Піль перебував в Італії). На парламентських виборах 1835 року Піль не зміг здобути перемогу, й віконта Мельбурна було обрано прем'єр-міністром Великої Британії на другий термін, що тривав до 1839 року, коли незважаючи на збільшення популярності торі, Вільям Лем знову зміг перемогти Піля за суттєвої підтримки королеви Вікторії. Тим не менше, у 1841 році консерватори набрали більшість під час розгляду питання про довіру уряду, і Мельбурн вдруге передав свій пост Роберту Пілю.
Ім'я Вільяма Лема було увіковічено 1837 року, коли за його родовим титулом було названо австралійське місто Мельбурн.

### Графиня Лавлейс
На посаді прем'єр міністра віконт Мельбурн, будучи кузеном леді Байрон підлаштував так, що чоловік її дочки, Августи Ади Байрон, Вільям Кінґ став графом Лавлейс, і Ада стала відповідно графинею Лавлейс.